# سارة دوغرتي
سارة دوغرتي (بالإنجليزية: Sarah Dougherty)‏ هي ممرضة نيوزيلندية، ولدت في 1817، وتوفيت في 7 نوفمبر 1898.